# حسینان

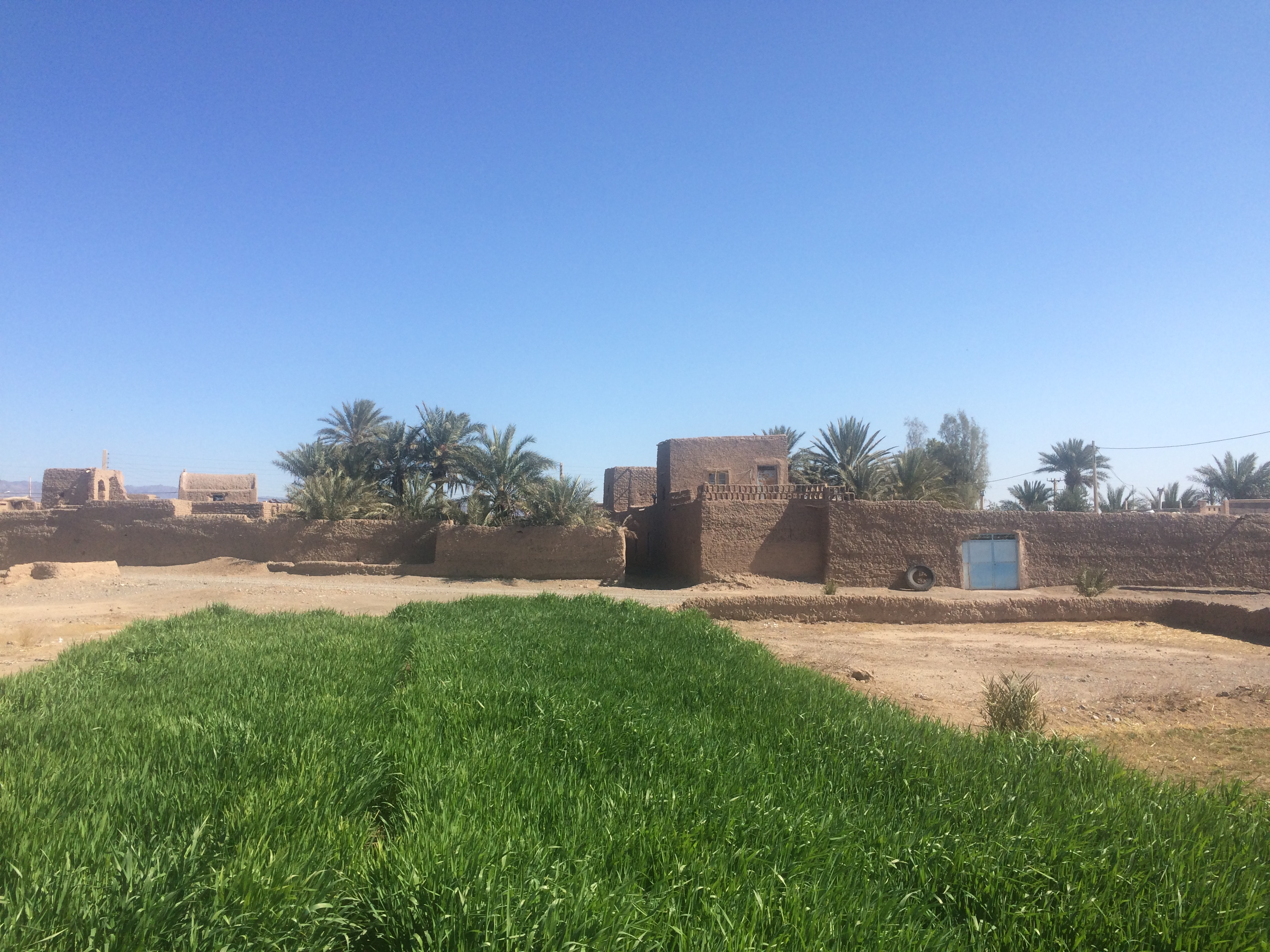

حسینان  روستایی در منطقه سرکویر دهستان قهاب رستاق شهرستان دامغان در استان سمنان کشور ایران واقع شده‌است. حسینان بر اساس سرشماری سال 1395 تعداد 122نفر جمعیت ثابت  دارد.این روستا در کنار جاده دامغان به جندق و در ابتدای دشت کویر قرار دارد.